# 开罗国际电影节
开罗国际电影节（阿拉伯語：مهرجان القاهرة السينمائي الدولي），为埃及开罗举办的年度性电影节。首次开罗国际电影节举办于1976年，为阿拉伯語地区第一次举办的国际电影节。
约翰·马尔科维奇、伊丽莎白·泰勒、克里斯托弗·李等影星曾在开罗国际电影节获奖。